# Zita của Borbone-Parma
Zita xứ Parma (Zita Maria delle Grazie Adelgonda Micaela Raffaela Gabriella Giuseppina Antonia Luisa Agnese; 9 tháng 5 năm 1892 - 14 tháng 3 năm 1989) là vợ của Karl I, Hoàng đế cuối cùng của Đế quốc Áo-Hung. Như vậy, bà là Hoàng hậu Áo và Vương hậu Hungary cuối cùng, bên cạnh các danh hiệu khác.
Là con thứ 17 của Roberto I xứ Parma và người vợ thứ hai của ông, Maria Antónia của Bồ Đào Nha, Zita kết hôn với Thái tử Karl của Áo năm 1911. Karl trở thành người thừa kế của Hoàng đế Franz Joseph I của Áo năm 1914 sau vụ ám sát chú của ông, Franz Ferdinand của Áo và lên ngôi năm 1916 sau cái chết của hoàng đế.
Sau khi Chiến tranh thế giới thứ nhất kết thúc vào năm 1918, nhà Habsburg bị phế truất và đế chế tan rã thành bốn quốc gia độc lập là Áo, Hungary, Tiệp Khắc và Nhà nước của người Slovene, người Croatia và người Serb. Karl và Zita đã lưu vong ở Thụy Sĩ và sau đó bị quân Đồng minh đưa từ Hungary đến Madeira, nơi Karl qua đời năm 1922. Sau khi chồng bà qua đời, Zita và con trai Otto làm biểu tượng cho sự thống nhất của triều đại bị lưu đày. Là người Công giáo sùng đạo, cô nuôi một gia đình lớn sau khi góa chồng ở tuổi 29 và không bao giờ tái hôn.